# 제브라피쉬
제브라피쉬(zebrafish, 학명: Danio rerio, 영국 [ˈzɛbɹə]) 또는 지브라피쉬(미국: [ˈziːbɹə]) 또는 제브라 다니오(zebra danio)는 잉어과에 속하는 물고기이다. 푸른색 몸에 횐색 줄무늬가 있기 때문에 "제브라(얼룩말)다니오"로 불린다. 원산지는 인도이며 관상어로 곧잘 사육된다. 몸길이는 4~5cm정도이다.
인간의 유전자와 많은 부분이 상당히 일치한다고 하여 실험동물로 많이 쓰이며, 강인하고 기르기 쉬워 애완동물로 기르기도 쉽다. 어류 애호가들은 제브라피쉬를 수조 속 수질을 관상어에게 알맞게 하는 일명 '물잡이'를 할 때 쓰고는 한다. 초보자용 열대어로 널리 알려져있으며 싼 가격과 구하기 용이함으로 인해 행사에서 사은품으로 많이 나눠주기도 하는 물고기이다.

## 과학적 탐구
제브라피쉬는 척추동물의 발달과 유전자 기능에 대한 연구를 위해 과학계에서 흔히 사용되는 모델 생물이다. 제브라피쉬는 1970년대와 1980년대에 오리건 대학교의 분자생물학자 조지 스트라이징거와 연구진에 의해 모델 생물로 사용되기 시작했다. 스트라이징거는 제브라피쉬를 복제했는데, 최초의 척추 동물 복제 사례 중 하나이다.
이후 유전학적 검사법 연구에서 좋은 성과들을 보여주며 실험 동물로서의 입지가 굳어졌다. 유전, 게놈, 개발 정보에 대한 전용 온라인 데이터베이스인 제브라피쉬 정보 네트워크(ZFIN), 29,250개의 대립유전자를 보유하여 연구 단체에 배포할 수 있는 유전자 자원 저장인 제브라피쉬 국제 자원 센터 (ZIRC)가 있을 정도로 모델 생물로 흔히 사용된다.

## 같이 보기
- 백운산 (물고기)